# Azet (vegyület)
| Azet |                             |
| |                             |
| \| \| \| |                             |
| Kémiai azonosítók                                                                                               |                             |
| PubChem | 20185374                    |
| ChemSpider | 14804701                    |
| SMILES | N1C=CC=1                    |
| InChIKey | LKSPYOVNNMPMIZ-UHFFFAOYSA-N |
| Kémiai és fizikai tulajdonságok                                                                                 |                             |
| Kémiai képlet                                                                                                   | C3H3N                       |
| Moláris tömeg                                                                                                   | 53,06 g/mol                 |
| Ha másként nem jelöljük, az adatok az anyag standardállapotára (100 kPa) és 25 °C-os hőmérsékletre vonatkoznak. |                             |
| |                             |

Az azet heterociklusos vegyület. Három szén- és egy nitrogénatomból áll a gyűrűje. Nagyon instabil, és nagyon alacsony hőmérsékleten is dimerizálódik. Antiaromás, mert 4 π-elektronja delokalizálódott.
Ismertek olyan származékai, melyek más vegyületekké való átalakulása sztérikusan gátolt, mint például a tri-terc-butilazet.

## Származékai
A tri-terc-butilazetet 3-azido-tri-terc-butilciklopropénből állították elő gyűrűbővüléses reakcióval. Átalakulása más vegyületekké sztérikusan gátolt. Ugyanígy könnyen előállíthatók 2-aril-benzazetek 4-arilbenzo-1,2,3-triazinok pirolízisével.
1973-ban Gompper és kollégái felfedezték a trisz(dimetil-amino)azetet, ami a trisz(dimetil-amino)-1,2,3-triazin pirolíziséből keletkezett, és meglepően stabil volt. Ezt a vegyületet spektroszkópiailag megvizsgálták, de nem csapdázták.
Az alkinilészterek nem reagálnak Diels–Alder-reakcióban elektrongazdagságuk miatt, az azet egyes származékaival reagálnak Dewar-piridineket adva.
A perfluor-4,6-diizopropil-1,2,3-triazin és a 4,5,6-trifluor-1,2,3-triazin bomlásakor keletkeznek fluorazetek.

### A biológiában
A Maerua siamensis alkaloidjai között található két azetszármazék.

### Nagy energiasűrűségű anyagok
Ameen  et al. 2021-ben trinitrometán-alapú funkciós csoportokkal rendelkező azetalapú vegyületeket vizsgáltak elméleti alapon. A számítások alapján a 2-trinitrometilazet a legkevésbé robbanékony, ezt követi a 2-nitro-4-trinitrometil-2,3-dihidroazet, majd a 2-trinitrometil-4-nitro-2,3-dihidroazet.

## Fordítás
- Ez a szócikk részben vagy egészben  az   Azete című angol Wikipédia-szócikk fordításán alapul.  Az eredeti cikk szerkesztőit annak laptörténete sorolja fel. Ez a jelzés csupán a megfogalmazás eredetét és a szerzői jogokat jelzi, nem szolgál a cikkben szereplő információk forrásmegjelöléseként.
- Ez a szócikk részben vagy egészben  az   Azète című francia Wikipédia-szócikk fordításán alapul.  Az eredeti cikk szerkesztőit annak laptörténete sorolja fel. Ez a jelzés csupán a megfogalmazás eredetét és a szerzői jogokat jelzi, nem szolgál a cikkben szereplő információk forrásmegjelöléseként.